# James Ijames
James Ijames (Bessemer City, 1980) è un drammaturgo e regista teatrale statunitense, vincitore del Premio Pulitzer per la drammaturgia nel 2022.

## Biografia
Nato a Bessemer City, James Ijames ha ottenuto la laurea triennale in teatro al Morehouse College e la magistrale in recitazione alla Temple University. È professore associato di teatro all'Università di Villanova.
È autore di una decina di opere teatrali, tra cui Moon Man Walk (2015), Kill Move Paradise (2017) e The Most Spectacularly Lamentable Trial of Miz Martha Washington (2017). Nel 2022 ha vinto il Premio Pulitzer per la drammaturgia per la commedia Fat Ham.